# Loving (Nowy Meksyk)
Loving – wieś w Stanach Zjednoczonych, w stanie Nowy Meksyk, w hrabstwie Eddy.